# Dejerosa picta
Dejerosa picta är en spindelart som beskrevs av Roewer 1960. Dejerosa picta ingår i släktet Dejerosa och familjen vargspindlar.
Artens utbredningsområde är Moçambique. Inga underarter finns listade i Catalogue of Life.